# 理查德·埃尔曼
理查德·塞缪尔·埃爾曼（英語：Richard Samuel Elman，1940年—），出生於英國，來寶集團創始人及現任非常務董事長。
他在中學時輟學，到纽卡斯尔的一家废五金厂老板那里当学徒，之後得到上級賞識，開始調任日本工作。到了80年代，調任美國紐約花旗銀行投資銀行前身的菲利普兄弟（Philips Brothers）工作，之後在1986年創立來寶集團之今，並成為高級管理層。

## 外部連結
- 并非诺贝尔奖 理查德·埃尔曼 美財富雜誌中國版